# Frignano
Frignano là một đô thị ở tỉnh Caserta trong vùng Campania của Ý, có vị trí cách khoảng 20 km về phía tây bắc của Napoli và khoảng 15 km về phía tây nam của Caserta. Tại thời điểm ngày 31 tháng 12 năm 2004, đô thị này có dân số 8.570 người và diện tích là 9,9 km².
Frignano giáp các đô thị: Aversa, Casaluce, San Marcellino, San Tammaro, Villa di Briano.